# Prunus skutchii
Prunus skutchii är en rosväxtart som beskrevs av L M. Johnston. Prunus skutchii ingår i släktet prunusar, och familjen rosväxter. Inga underarter finns listade i Catalogue of Life.